# Gao Yaojie
Gao Yaojie (Condado de Cao, 19 de dezembro de 1927 – Nova Iorque, 10 de dezembro de 2023) foi uma ginecologista, acadêmica e ativista da SIDA chinesa em Zhengzhou, Henan, China. Gao foi homenageada pelo seu trabalho pelas Nações Unidas e por organizações ocidentais e passou algum tempo em prisão domiciliária. A sua ruptura com as autoridades chinesas sobre a transmissão e a gravidade da epidemia da SIDA na República Popular da China prejudicou as suas futuras atividades e resultou na sua partida para os Estados Unidos em 2009. Mais tarde, ela morou sozinha na parte alta de Manhattan, na cidade de Nova Iorque.

## Biografia
Gao Yaojie nasceu no condado de Cao, Shandong, em 1927. Professora da Faculdade de Medicina Tradicional Chinesa de Henan, Gao era uma médica especializada em ginecologia ovariana, e em particular em tumores ginecológicos. Ela se formou na Faculdade de Medicina da Universidade de Henan em 1954. No entanto, devido à sua formação intelectual, Gao foi perseguida durante a Revolução Cultural, deixando-a com problemas de saúde. Ela trabalhou como ginecologista no Hospital de Medicina Chinesa de Henan em 1974, foi promovida a professora em 1986 e aposentou-se em 1990. Gao era membro do Congresso Popular de Henan. 
Henan foi o local do escândalo Bloodhead, que resultou na rápida propagação do vírus HIV durante a década de 1990 entre a população rural empobrecida que vendia sangue em centros de coleta privados e provinciais de Henan, onde o sangue era coletado de doadores de sangue pagos para um tanque central, o plasma era separado e o restante do sangue era bombeado de volta do tanque central para os doadores do mesmo tipo sanguíneo. Gao era bem conhecida na China e no mundo pelo seu trabalho de prevenção da SIDA durante a epidemia do HIV em Henan, e por defender uma atenção muito maior às pessoas que sofrem de SIDA e às crianças órfãs devido à SIDA.

## Prêmios
Em 2001, Gao recebeu o Prêmio Jonathan Mann de Saúde e Direitos Humanos. Em 2002, ela foi nomeada Heroína Asiática da revista Time. Em 2003, ela recebeu o Prêmio Ramon Magsaysay de Serviço Público em Manila, Filipinas. Em ambos os casos, foi-lhe negada permissão para viajar para fora da China para receber os prémios. Ela também foi designada uma das "Dez Pessoas que Tocaram a China em 2003" pela Televisão Central da China.

## Morte
Gao morreu de causas naturais no seu apartamento, em Manhattan, aos 95 anos, em 10 de dezembro de 2023.